# The Gift (Pornofilm)
The Gift ist ein preisgekrönter spanischer Pornospielfilm aus dem Jahr 2006 von Roberto Valtuena.

## Handlung
Carlos will die Tochter seines Chefs heiraten. Er hatte aber auch über lange Zeit eine Affäre mit Carmen. Diese sucht immer nach neuen Erfahrungen, hat einen speziellen sexuellen Geschmack und will ihn mit einem besonderen Geschenk überraschen. Sie macht ihm ein ausgefallenes Hochzeitsgeschenk.

## Wissenswertes
- Der Film hatte ein Budget von 85.000 US-Dollar.

## Auszeichnungen
- 2006: Festival Internacional de Cine Erótico de Barcelona (FICEB Award): „Best Spanish Feature Film“
- 2006: Festival Internacional de Cine Erótico de Barcelona (FICEB) Award: „Best Spanish Actress“ (Natalia Zeta)
- 2006: Festival Internacional de Cine Erótico de Barcelona (FICEB) Award: „Best Spanish Screenplay“
- 2006: Festival Internacional de Cine Erótico de Barcelona (FICEB) Award: „Best Spanish Production Design“